# Puchar Litwy w piłce siatkowej mężczyzn (2009)
Rozgrywki o Puchar Litwy w piłce siatkowej mężczyzn w 2009 roku (Didžioji Taurė) zainaugurowane zostały w listopadzie 2009 roku. 
W fazie kwalifikacyjnej (Mažoji Taurė) rywalizowały ze sobą drużyny z I ligi. Dwie najlepsze drużyny dołączyły do zespołów z A lyga. Główne rozgrywki (Didžioji Taurė) składały się z I rundy i turnieju finałowego.
Turniej finałowy rozegrany został w dniach 20-22 listopada 2009 roku w Lietuvos kūno kultūros akademija w Kownie.
Zdobywcą Pucharu Litwy została drużyna Antivis Etovis.

## Terminarz
| Runda            | Termin                  | Liczba meczów |
| ---------------- | ----------------------- | ------------- |
| Mažoji Taurė     |                         |               |
| I runda          | 8-9 października 2009   | 2             |
| II runda         | 11-14 października 2009 | 4             |
| turniej finałowy | 17-18 października 2009 | 6             |
| Didžioji Taurė   |                         |               |
| I runda          | 8 i 12 listopada 2009   | 2             |
| turniej finałowy | 20-22 listopada 2009    | 6             |

## Drużyny uczestniczące
| A lyga                                                                                  | Pozostałe |
| --------------------------------------------------------------------------------------- | --- |
| - Flamingo Volley - Antivis Etovis - Elga Startas - Panevėžys KKSC - VGTU/MRU - Ąžuolas | - Elga Startas II - Kauno Vilkai - KCSM - Klaipėdos Universitetas - Kuro Aparatūra - Marita - Politechnika - Statybos Ritmas - Tinklas - Vakaris Klaipėda |

## Mažoji Taurė

### I runda
| 08.10.2009 | Politechnika | 3:0 (25:13, 25:10, 25:14) | KCSM |

| 09.10.2009 | Statybos Ritmas | 3:1 (25:22, 25:18, 23:25, 28:26) | Kuro Aparatūra |

### II runda
| 12.10.2009 | Politechnika | 3:0 (25:8, 25:23, 25:18) | Marita |

| 13.10.2009 | Vakaris Klaipėda | 3:1 (13:25, 25:22, 26:24, 25:19) | Elga Startas II |

| 11.10.2009 | Kauno Vilkai | 3:1 (25:23, 25:19, 29:31, 25:22) | Klaipėdos Universitetas |

| 14.10.2009 | Statybos Ritmas | 1:3 (20:25, 23:25, 26:24, 24:26) | Tinklas |

### Turniej finałowy
Drużyna Vakaris wycofała się z rozgrywek. Jej miejsce zajął klub Elga Startas II.

#### Tabela wyników
| \| \| Politechnika \| Kauno Vilkai \| Tinklas \| Elga Startas II \| \| --------------- \| ------------ \| ------------ \| ------- \| --------------- \| \| Politechnika \| – \| 3:1 \| 3:1 \| 3:0 \| \| Kauno Vilkai \| \| – \| 3:2 \| 3:1 \| \| Tinklas \| \| \| – \| 3:1 \| \| Elga Startas II \| \| \| \| – \| | Drużyna gospodarzy wymieniona jest po lewej stronie tabeli. zwycięstwo gospodarzy zwycięstwo gości |              |         |                 |
| | Politechnika                                                                                       | Kauno Vilkai | Tinklas | Elga Startas II |
| Politechnika | –                                                                                                  | 3:1          | 3:1     | 3:0             |
| Kauno Vilkai | | –            | 3:2     | 3:1             |
| Tinklas | |              | –       | 3:1             |
| Elga Startas II | |              |         | –               |

#### Wyniki spotkań
| 17.10.2009 | Elga Startas II | 1:3 (25:14, 15:25, 14:25, 20:25) | Kauno Vilkai |

| 17.10.2009 | Politechnika | 3:1 (25:14, 25:18, 14:25, 25:23) | Tinklas |

| 17.10.2009 | Politechnika | 3:0 (25:22, 25:16, 25:13) | Elga Startas II |

| 18.10.2009 | Tinklas | 2:3 (23:25, 25:22, 11:25, 27:25, 12:15) | Kauno Vilkai |

| 18.10.2009 | Kauno Vilkai | 1:3 (27:25, 22:25, 22:25, 20:25) | Politechnika |

| 18.10.2009 | Elga Startas II | 1:3 (17:25, 19:25, 25:17, 18:25) | Tinklas |

#### Tabela końcowa
| Poz.                                         | Reprezentacja   | Pkt | Mecze | Mecze | Mecze | Sety | Sety | Sety  | Małe punkty | Małe punkty | Małe punkty |
| Poz.                                         | Reprezentacja   | Pkt | M     | Z     | P     | wyg. | prz. | ratio | zdob.       | str.        | ratio       |
| -------------------------------------------- | --------------- | --- | ----- | ----- | ----- | ---- | ---- | ----- | ----------- | ----------- | ----------- |
| 1                                            | Politechnika    | 6   | 3     | 3     | 0     | 9    | 2    | 4,500 | 264         | 222         | 1,189       |
| 2                                            | Kauno Vilkai    | 5   | 3     | 2     | 1     | 7    | 6    | 0,166 | 292         | 272         | 1,073       |
| 3                                            | Tinklas         | 4   | 3     | 1     | 2     | 6    | 7    | 0,870 | 270         | 280         | 0,964       |
| 4                                            | Elga Startas II | 3   | 3     | 0     | 3     | 2    | 9    | 0,222 | 219         | 247         | 0,078       |
| Punktacja: zwycięstwo: 2 pkt, porażka: 1 pkt |                 |     |       |       |       |      |      |       |             |             |             |

| Didžioji Taurė |

## Didžioji Taurė

### I runda
| 08.11.2009 | Antivis Etovis | 3:1 (25:17, 18:25, 25:20, 25:21) | Politechnika |

| 12.11.2009 | MRU/VGTU | 1:3 (22:25, 17:25, 25:20, 20:25) | Kauno Vilkai |

### Turniej finałowy

#### Tabela wyników
| \| \| Flamingo \| Antivis \| Elga \| Kauno Vilkai \| \| --------------- \| -------- \| ------- \| ---- \| ------------ \| \| Flamingo Volley \| – \| 2:3 \| 3:2 \| 3:0 \| \| Antivis Etovis \| \| – \| 3:0 \| 3:0 \| \| Elga Startas \| \| \| – \| 3:0 \| \| Kauno Vilkai \| \| \| \| – \| | Drużyna gospodarzy wymieniona jest po lewej stronie tabeli. zwycięstwo gospodarzy zwycięstwo gości |         |      |              |
| | Flamingo                                                                                           | Antivis | Elga | Kauno Vilkai |
| Flamingo Volley | –                                                                                                  | 2:3     | 3:2  | 3:0          |
| Antivis Etovis | | –       | 3:0  | 3:0          |
| Elga Startas | |         | –    | 3:0          |
| Kauno Vilkai | |         |      | –            |

#### Wyniki spotkań
| 20.11.2009 | Flamingo Volley | 3:2 (25:22, 25:21, 23:25, 23:25, 15:10) | Elga Startas |

| 20.11.2009 | Antivis Etovis | 3:0 (25:14, 25:23, 25:21) | Kauno Vilkai |

| 21.11.2009 | Antivis Etovis | 3:2 (19:25, 25:19, 25:16, 16:25, 17:15) | Flamingo Volley |

| 21.11.2009 | Kauno Vilkai | 0:3 (20:25, 18:25, 19:25) | Elga Startas |

| 22.11.2009 | Elga Startas | 0:3 (18:25, 23:25, 16:25) | Antivis Etovis |

| 22.11.2009 | Flamingo Volley | 3:0 (25:21, 25:22, 25:17) | Kauno Vilkai |

#### Tabela końcowa
| Poz.                                         | Reprezentacja   | Pkt | Mecze | Mecze | Mecze | Sety | Sety | Sety  | Małe punkty | Małe punkty | Małe punkty |
| Poz.                                         | Reprezentacja   | Pkt | M     | Z     | P     | wyg. | prz. | ratio | zdob.       | str.        | ratio       |
| -------------------------------------------- | --------------- | --- | ----- | ----- | ----- | ---- | ---- | ----- | ----------- | ----------- | ----------- |
| 1                                            | Antivis Etovis  | 6   | 3     | 3     | 0     | 9    | 2    | 4,500 | 252         | 215         | 1,172       |
| 2                                            | Flamingo Volley | 5   | 3     | 2     | 1     | 8    | 5    | 1,600 | 285         | 265         | 1,075       |
| 3                                            | Elga Startas    | 4   | 3     | 1     | 2     | 5    | 6    | 0,833 | 235         | 242         | 0,971       |
| 4                                            | Kauno Vilkai    | 3   | 3     | 0     | 3     | 0    | 9    | 0,000 | 175         | 225         | 0,777       |
| Punktacja: zwycięstwo: 2 pkt, porażka: 1 pkt |                 |     |       |       |       |      |      |       |             |             |             |

## Klasyfikacja końcowa
| Miejsce | Zespół          |
| ------- | --------------- |
| złoto   | Antivis Etovis  |
| 2.      | Elga Startas    |
| 3.      | Flamingo Volley |
| 4.      | Kauno Vilkai    |
| 5-6.    | MRU/VGTU        |
| 5-6.    | Politechnika    |